# Arkadiusz Radwan
Arkadiusz Benedykt Radwan (ur. 2 kwietnia 1976) – polski prawnik, adwokat, publicysta, nauczyciel akademicki i działacz społeczny, doktor habilitowany nauk prawnych, profesor na Uniwersytecie Witolda Wielkiego w Kownie, prezes Instytutu Allerhanda, współdyrektor Center for Company Law & Corporate Governance na Uniwersytecie Babeșa i Bolyaia i profesor wizytujący na tym uniwersytecie. Specjalista w dziedzinie prawa spółek, ładu korporacyjnego, komparatystyki prawniczej, ekonomicznej analizy prawa, prawa europejskiego, prawa konstytucyjnego oraz szkolnictwa wyższego. Ekspert prawny m.in. Komisji Europejskiej, Parlamentu Europejskiego i kilku polskich ministerstw. W latach 2019–2021 dyrektor Stacji Naukowej Polskiej Akademii Nauk w Wiedniu.

## Życiorys
Ukończył III Liceum Ogólnokształcące im. Adama Mickiewicza w Tarnowie. Studiował prawo na Uniwersytecie Jagiellońskim, gdzie w 2001 uzyskał tytuł zawodowy magistra prawa. Jest również absolwentem Uniwersytetu Friedricha Schillera w Jenie, gdzie pod opieką profesora Waltera Bayera uzyskał stopień Magister Legum (LLM). Ukończył także roczne Studium Zarządzania i Biznesu w Zakładzie Ekonomii Stosowanej Uniwersytetu Jagiellońskiego oraz Szkołę Prawa Niemieckiego prowadzoną wspólnie przez Uniwersytet Jagielloński, Uniwersytet w Heidelbergu i Uniwersytet w Moguncji. W 2003 r. na podstawie rozprawy pt. Prawo poboru w spółce akcyjnej w prawie polskim na tle porównawczym uzyskał stopień doktora nauk prawnych nadany przez Wydział Prawa i Administracji UJ. Promotorem był prof. Wojciech Pyzioł. Również na Uniwersytecie Jagiellońskim uzyskał w 2016 r. stopień doktora habilitowanego nauk prawnych, na podstawie dorobku naukowego oraz rozprawy Ius dissidentium. Granice konsensusu korporacyjnego i władzy większości w spółkach kapitałowych. Ukończył także kursy menedżerskie w Hertie School of Governance w Berlinie oraz w Copenhagen Business School. Uczestniczył też w Akademii Prawa Europejskiego w Europejskim Instytucie Uniwersyteckim we Florencji.
W latach 2004–2005 pracował jako Hauser Research Scholar na Wydziale Prawa Uniwersytetu Nowojorskiego (NYU School of Law), gdzie jego opiekunem był profesor Joseph Weiler. W latach 2006–2007 był zatrudniony jako post-doc w Kolegium Doktoranckim (Graduiertenkolleg) przy Instytucie Ekonomicznej Analizy Prawa Uniwersytetu w Hamburgu, którym kierował wówczas prof. Hans-Bernd Schäfer. Uprzednio był uczestnikiem kolegium doktoranckiego na Uniwersytecie w Bonn. Odbył także staż podoktorski w Financial Law Institute Uniwersytetu w Gandawie pod opieką profesora Christopha Van der Elsta. Odbywał kwerendy badawcze w Instytucie Maxa Plancka w Monachium, w Centrum Prawnym Współpracy Europejskiej i Międzynarodowej (RIZ) Uniwersytetu Kolońskiego oraz w Instytucie Prawa Wschodnioeuropejskiego (EastLaw) Uniwersytetu w Kilonii.
Został profesorem wizytującym, a następnie profesorem Uniwersytetu Witolda Wielkiego w Kownie. Jest także profesorem wizytującym na Uniwersytecie Babeșa-Bolyaia, gdzie został powołany na stanowisko współdyrektora Centrum Prawa Spółek i Ładu Korporacyjnego. Wykłada także w ramach programów letnich i studiów LLM prowadzonych na Uniwersytecie LUISS Guido Carli w Rzymie. Prowadził wykłady gościnne na wielu innych uniwersytetach zagranicznych m.in. Uniwersytecie w Maceracie, Uniwersytecie Iwana Franki we Lwowie, Tarnopolskiej Akademii Gospodarki Narodowej w Tarnopolu, Southwest University of Political Science and Law w Chongqing, Uniwersytecie Torcuato Di Tella w Buenos Aires, Uniwersytecie Karola III w Madrycie oraz Fachhochschule w St. Pölten.
W Polsce był profesorem wizytującym w Katedrze Prawa Pracy i Polityki Społecznej na Wydziale Prawa i Administracji Uniwersytetu Warszawskiego, pracował także w Społecznej Akademii Nauk w Łodzi, Krakowskiej Akademii im. Andrzeja Frycza Modrzewskiego, Instytucie Europeistyki Uniwersytetu Jagiellońskiego, na Wydziale Prawa Uniwersytetu Rzeszowskiego oraz w Katedrze Prawa Gospodarczego Uniwersytetu Ekonomicznego w Krakowie. Od stycznia do lipca 2022 był zastępcą dyrektora Akademii Dyplomatycznej MSZ w Warszawie.
W 2020 został powołany do składu rady Instytutu Regionu Dunaju i Europy Środkowej w Wiedniu, w której zasiadał do 2023.
W 2015 wszedł do rady doradczej (Advisory Board) Center for European Company Law (CECL) – międzynarodowej sieci akademickiej zrzeszającej uniwersytety w Lejdzie, Utrechcie, Maastricht, Uppsali i Rzymie.
W latach 2010–2014 i ponownie od 2016 był ekspertem Parlamentu Europejskiego do spraw prawa spółek dla Komisji Prawnej PE (JURI).
W 2014 został powołany przez Komisję Europejską do Informal Company Law Expert Group – ciała doradczego KE działającego na przestrzeni lat 2014–2017, które m.in. przygotowało pakiet legislacyjny (pakiet dyrektyw) dotyczący mobilności korporacyjnej, a także digitalizacji w prawie spółek. Wcześniej, w 2013 brał udział w pracach nad projektem dyrektywy o europejskiej spółce jednoosobowej (societas unius personae) prowadzonych dla Komisji Europejskiej przez grupę ekspertów powstałą z rozszerzenia dawnej tzw. Grupy Refleksji (Reflection Group).
W latach 2006–2007 był zaangażowany w przygotowanie na zlecenie Komisji Europejskiej studium na temat proporcjonalności między własnością a kontrolą w spółkach publicznych (One Share, One Vote). W kolejnych latach pracował nad raportami dot. m.in. ochrony wspólników mniejszościowych w spółkach kapitałowych czy tzw. LetterBox Companies.
W latach 2013–2015 był członkiem Zespołu ds. systemowych rozwiązań w zakresie polubownych metod rozwiązywania sporów gospodarczych powołanego przez Ministra Gospodarki we współpracy z Ministrem Sprawiedliwości.
W 2015 został powołany do Zespołu ds. prawa gospodarczego utworzonego przez Ministra Gospodarki.
W latach 2016–2017 był członkiem zespołu do spraw przygotowania projektu tzw. prostej spółki akcyjnej.
W 2016 kierowany przez niego zespół naukowy znalazł się w grupie trzech laureatów ogłoszonego przez Ministra Nauki i Szkolnictwa Wyższego konkursu na przygotowanie założeń projektu nowej ustawy o szkolnictwie wyższym.
Angażuje się ekspercko w reformę prawa w Ukrainie i Mołdawii. W 2014 był szefem zespołu, który dla Delegacji Unii Europejskiej w Kijowie przygotował studium obejmujące ewaluację stanu obecnego i rekomendacje reformy ukraińskiego prawa spółek pod kątem jego dostosowania do acquis communautaire.
W latach 2007–2010 był redaktorem naczelnym Czasopisma Kwartalnego Całego Prawa Handlowego, Upadłościowego oraz Rynku Kapitałowego. Od 2015 jest członkiem rady naukowej dwumiesięcznika European Company Law. Od 2018 wchodzi w skład redakcji „Głosu Prawa. Przeglądu Prawniczego Allerhanda” – „The Voice of Law. Allerhand Law Review”. Jest także członkiem zespołu redakcyjnego czasopisma naukowego „Praca i Zabezpieczenie Społeczne”, członkiem rady naukowej „Baltic Journal of Law and Politics” a także członkiem kolegium wydawniczego „Berliner-Wiener Arbeitspapiere zu Geistes- und Sozialwissenschaften”.
Należy do Towarzystwa Alumnów Instytutu Maxa Plancka w Monachium (Max-Planck-Institut für Sozialrecht und Sozialpolitik).

## Działalność publiczna
Jest pomysłodawcą i współfundatorem Instytutu Allerhanda – Instytutu Zaawansowanych Studiów Prawnych im. Profesora Maurycego Allerhanda. Dla jego powołania zgromadził poparcie szerokiego środowiska prawników i ekonomistów polskich. W gronie fundatorów Instytutu znaleźli się także Leszek Allerhand, Michał Bobrzyński, Grzegorz Domański, Adam Redzik, Wojciech Rogowski i Stanisław Sołtysiński. List otwarty w sprawie erygowania Instytutu Allerhanda został ogłoszony drukiem kilku czasopismach prawniczych, m.in. w Przeglądzie Prawa Handlowego, Monitorze Prawniczym, Przeglądzie Ustawodawstwa Gospodarczego, Palestrze, Rejencie, oraz Czasopiśmie Kwartalnym Całego Prawa Handlowego, Upadłościowego i Rynku Kapitałowego.
Opowiadał się przeciwko likwidacji filara kapitałowego (otwarte fundusze emerytalne) w systemie ubezpieczeń społecznych podczas dyskusji nad reformą emerytalną przeprowadzoną w latach 2013–2014.
W czasie starań władz miasta Krakowa o organizację Zimowych Igrzysk Olimpijskich w Krakowie w 2022 reprezentował aktywistów miejskich w sporze prawnym z Prezydentem Miasta Krakowa. Był pełnomocnikiem pro publico bono Tomasza Leśniaka z organizacji Kraków przeciwko Igrzyskom, który domagał się zaprzestania wprowadzającej w błąd kampanii referendalnej prowadzonej przez władze miasta wiosną 2014. Sąd Okręgowy w Krakowie, a następnie Sąd Apelacyjny w Krakowie, odmówiły wnioskodawcy legitymacji do wystąpienia w trybie referendalnym. Posiedzenia sądowe były jednak szeroko relacjonowane przez lokalne i ogólnopolskie media i przyczyniły się do udostępnienia opinii publicznej wielu informacji dotyczących kosztów igrzysk oraz sposobu funkcjonowania komitetu organizacyjnego Zimowych Igrzysk Olimpijskich. Ostatecznie, w referendum w 2014 mieszkańcy Krakowa wypowiedzieli się przeciwko organizacji przez Kraków Igrzysk Olimpijskich.
W 2016 wspólnie z Jackiem Sokołowskim opracował formułę kompromisową mającą umożliwić zakończenie sporu wokół Trybunału Konstytucyjnego i zapobiec eskalacji kryzysu konstytucyjnego. Koncepcja została zaprezentowana publicznie przez Instytut Allerhanda i zyskała aprobatę kilkunastu organizacji pozarządowych oraz niektórych komentatorów politycznych, m.in. Jana Rokity. Wraz z przedstawicielami organizacji spotkał się z prezydentem Andrzejem Dudą, któremu przedstawił koncepcję. Inicjatywa nie miała jednak ostatecznie wpływu na dalszy przebieg zmian w Trybunale Konstytucyjnym.
W 2018 w trakcie kryzysu wokół Sądu Najwyższego w Polsce bez powodzenia ubiegał się o stanowisko sędziego Izby Cywilnej Sądu Najwyższego.
Jest alumnem programu wymiany prowadzonego przez Forum Dialogu Między Narodami oraz programu studyjnego Project Interchange sponsorowanego przez American Jewish Committee (AJC). Naukowo zajmuje się prawną ochroną prawdy historycznej, w tym prawnymi instrumentami ochrony przed dyfamacją i rewizjonizmem Holokaustu. W dyskusji dotyczącej niemieckiego serialu Nasze Matki, nasi ojcowie, który wzbudził w Polsce kontrowersje ze względu na sposób przedstawienia żołnierzy Armii Krajowej, zaprezentował pogląd o możliwości pociągnięcia twórców serialu do odpowiedzialności cywilnej przed polskim sądem na podstawie przepisów o ochronie dóbr osobistych.
Został członkiem założycielem, wiceprezesem, a następnie członkiem rady i współprzewodniczącym rady Inkubatora Umowy Społecznej – stowarzyszenia, którego celem jest zaprojektowanie prorozwojowego rozwiązania ustrojowego dla Polski. Jest współautorem wydanej z inicjatywy Inkubatora książki pt. "Umówmy się na Polskę". Publikacja ukazała się w 2023 r. nakładem wydawnictwa ZNAK i była przez kilka miesięcy bestsellerem.  Książka spotkała się dużym zainteresowaniem ze strony think-tanków, środowisk samorządowych i akademickich.
Dwukrotnie uznany przez Dziennik Gazeta Prawna za jednego z 50 najbardziej wpływowych prawników w Polsce (2013), (2015).

## Publikacje
- Ius dissidentium. Granice konsensusu korporacyjnego i władzy większości w spółkach kapitałowych, Warszawa 2016, (Wydawnictwo C.H. Beck, seria: Instytucje Prawa Prywatnego).
- Prawo poboru w spółce akcyjnej, Warszawa 2004 (Wydawnictwo C.H. Beck, seria: Prawo Gospodarcze i Handlowe).
- Prawda historyczna a odpowiedzialność prawna za jej negowanie lub zniekształcenie, Warszawa 2018, (Wydawnictwo C.H. Beck), (współredaktor: M. Berent).
- Plus ratio quam vis consuetudinis. Reforma nauki i akademii w Ustawie 2.0, Wyd. 2., Kraków 2017, (Oficyna Allerhanda), ISBN 978-83-63515-24-9, (ebook): ISBN 978-83-63515-25-6, (redaktor).